# نون (شركة)
نون هو موقع موقع إلكتروني للتسوق للتجارة الإلكترونية تأسس عام 2016، تعود ملكيته لصندوق الإستثمارات العامة السعودي ولرجل الأعمال الإماراتي محمد العبار وعدد من المستثمرين.

## التاريخ
تأسست نون في عام 2016 بتمويل من صندوق الاستثمارات العامة السعودي الذي يملك حصة 50% ورجل الأعمال الإماراتي محمد العبار وعدد من المستثمرين بإجمالي استثمارات تبلغ مليار دولار أمريكي. تمتد عمليات نون في المملكة العربية السعودية ومصر والإمارات العربية المتحدة.
في عام 2022 استحوذت نون على متجر نمشي للأزياء من شركة إعمار العقارية بقيمة 335 مليون دولار أمريكي.

## وصلات خارجية
- الموقع الرسمي